# 腋花马先蒿巴氏亚种
腋花马先蒿巴氏亚种（学名：Pedicularis axillaris sp. balfouriana）为玄参科马先蒿属下的一个亚种。

## 扩展阅读
- 維基物種上的相關：腋花马先蒿巴氏亚种